# Полёт на воздушном шаре
«Полёт на воздушном шаре» (англ. Flight of the Lost Balloon) — американский приключенческий фильм 1961 года, снятый режиссёром Натаном Юраном по роману «Пять недель на воздушном шаре» Жюля Верна.

## Сюжет
В 1878 году британский исследователь сэр Хьюберт Уоррингтон, обнаруживший потайную гробницу, в которой были зарыты сокровища Клеопатры, попадает в плен к деспотичному индусу. Сэр Хьюберт под пытками отказывается показать точное местонахождение драгоценностей. Так ничего и не узнав о спрятанных сокровищах, индус отправляется в Англию, в Королевское географическое общество, и обманом собирает спасательную экспедицию по спасению сэра Хьюберта. Молодой исследователь доктор Джозеф Фарадей убеждает географическое общество, что спасательная экспедиция, в которую была включена невеста сэра Хьюберта Эллен Бертон, должна лететь на воздушном шаре. Спасательная экспедиция отправляется Египет и, пройдя через опасные приключения, достигает берегов Нила, где в старой крепости находился в плену сэр Хьюберт…

## В ролях
- Мала Пауэрс — Эллен Бертон
- Маршалл Томпсон — доктор Джозеф Фарадей
- Джеймс Ланфье — индус
- Дуглас Кеннеди — сэр Хьюберт Уоррингтон
- Роберт У. Джиллетт — сэр Адам Бертон
- Фелипе Бирриэль — Голан
- А.Дж. Валентайн — Джайлс

## Съёмочная группа
- Режиссёр: Натан Юран
- Продюсеры: Бернард Вулнер, Жак Р. Маркетт
- Сценарист: Натан Юран
- Оператор: Жак Р. Мактетт
- Композитор: Хэл Борн